# L'ultimo squalo
Tiburón 3 (en italiano: L'ultimo squalo, y en inglés: The Last Shark o Great White) es una película italiana de terror de 1981 dirigida por Enzo G. Castellari y protagonizada por James Franciscus y Vic Morrow.

## Argumento
Cerca de la comunidad costera de Port Habor, un joven es asesinado por un gigante tiburón blanco. Peter Benton, escritor de historias de terror, y Ron Hamer, cazador de tiburones profesional, se dan cuenta de la verdad, pero el alcalde William Wells se niega a aceptar que un tiburón peligra su comunidad, temeroso de que la cancelación de un evento de regatas, peligren su candidatura a gobernador. Wells tiene redes de tiburones instalados, pero los sonidos de los chapoteos de los adolescentes lleva al tiburón a morder a través de las redes. Al día siguiente, el tiburón se abre camino a través de los surfistas y los derriba de sus tablas. Pero en vez de comerse a los adolescentes, el tiburón se dirige al ayudante del alcalde, Bob Martin, y se lo come.
El alcalde ya no puede ocultar la verdad. Benton y Hamer se dirigen hacia el mar, para que el tiburón se alimente de  dinamita y explote. Pero el tiburón los atrapa en una cueva y los hombres tienen que utilizar la dinamita para escapar. Mientras tanto, Jenny, la hija de Benton, y algunos de sus amigos se dirigen hacia el mar en un yate, armados con un poco de carne y una escopeta, con la intención de disparar al tiburón. En su lugar, las potentes mordeduras del tiburón en el cebo hacen que Jenny caiga al agua. Sus amigos la suben a bordo, pero no hasta que el tiburón muerde una de sus piernas. Decidido a hacer algo bien, Wells prepara un helicóptero armado con un filete, con la intención de levantar el tiburón en el aire y sofocarlo. Pero el tiburón es demasiado poderoso, y cuando muerde la carne colgando, sacude el helicóptero haciendo que Walls caiga al mar. Luego mata a Wells y arrastra el helicóptero hacia el mar.
Benton y Hamer regresan a la idea de hacer explotar al tiburón. Después de una discusión, Benton se compromete a permitir a Hamer de bajar con la dinamita atada a un cinturón. Pensando que el tiburón podría estar escondido en el helicóptero derribado, Hamer lo investiga. Pero el tiburón se acerca sigilosamente a él y lo ataca. Benton se sumerge para intentar salvarlo, pero Hamer fallece.
Mientras tanto, un camarógrafo de televisión y algunos espectadores están de pie en el muelle. De repente, el tiburón empieza a atacar el muelle, golpeando a los espectadores y haciéndolos caer al agua. Se come al camarógrafo de televisión, pero los otros trepan de nuevo por el muelle. Benton llega y rescata a los demás , pero queda atrapado en el muelle cuando el tiburón llega, arrastrándolo a mar adentro. Benton se da cuenta de que tiene el detonador en la mano, detona la dinamita y explota la cabeza del tiburón.
De regreso a tierra, Bob Martin, reportero de televisión, se aproxima a Benton. Benton lo golpea y se va en un auto.

## Reparto
- James Franciscus como Peter Benton.
- Vic Morrow como Ron Hamer.
- Micaela Pignatelli como Gloria Benton.
- Joshua Sinclair como el alcalde William Wells.
- Giancarlo Prete como Bob Martin.
- Stefania Girolami Goodwin como Jenny Benton.
- Gian Marco Lari.
- Chuck Kaufman.
- Gail Moore.
- Joyce Lee
- Kelly Michaels
- Don Devendorf.
- Bill Eudaly.
- Bill Starks.
- Rita Martin.
- Lance Hilliard.
- Massimo Vanni como Jimmy.
- Ennio Girolami como Matt Rosen.
- Alessandro Maspes.
- John Morrison.
- Larry Dolgin como Bob Martin y un reportero.
- Steven Luotto como William Billy Joe Wells Jr.
- Joseph Oliveira.
- Gregory Snegoff como Dave, Jimmy y un reportero.
- Nick Alexander como Matt Rosen.
- Fabio Balini.
- Paul Costello como el alcalde de Attorney.
- Gianluca Donnini.
- Billy Fields como el paramédico.
- Andrea Girolami como el chico de la playa.
- Romano Puppo como Briley.
- Susan Spafford como Gloria Benton.
- Ellen Winsor como la joven mujer que observa la tripulación.

## Juicio
Universal Pictures demandó detener el lanzamiento de esta película en América del Norte, acusando a los creadores de The Last Shark. El estudio ganó el caso y la película fue retirada de los cines estadounidenses poco después de su lanzamiento. Nunca ha sido puesta en libertad legalmente en América del Norte ni en la televisión estadounidense aunque se encuentra regularmente disponible en internet.

## Lanzamiento
La película fue estrenada en los cines brevemente en Estados Unidos en el Cine Internacional de Empresas en marzo de 1982.
La película tiene un seguimiento de culto en Estados Unidos debido a que se estrenó brevemente en algunas salas de cine y a su material de publicidad, especialmente imágenes fijas que muestran enormes aletas de los tiburones, muchas veces más grandes que cualquier especie conocida.
La película fue lanzada en DVD en Italia en 2007 y el 21 de mayo de 2008 se lanzó en DVD en Suecia. No estaba disponible en todos los formatos en los Estados Unidos hasta 2011, cuando Amazon lanzó una descarga de video de veinte dólares, pero aun así, no se puede comprar en las tiendas a menos que sea por contrabando.
El 5 de marzo de 2013, Retrovision Entretenimiento lanzó la primera versión oficial en DVD de la película en los Estados Unidos ya que la película está prohibida. La película viene restaurada en calidad de alta definición junto con características especiales. Solo puede ser comprada en línea.